# مرکز تحقیقات اتمی تهران
مرکز تحقیقات اتمی تهران که بیشتر در رسانه‌ها با نام راکتور تحقیقاتی تهران شناخته می‌شود، یک مرکز تحقیقاتی در زمینه فیزیک و مهندسی هسته‌ای در دانشگاه تهران است که راکتور تحقیقاتی آن با توان ۵ مگاوات در سال ۱۹۶۷، توسط ایالات متحده آمریکا ساخته شد.
هسته مرکزی این راکتور در عمق ۸ متری استخری با ظرفیت ۵۰۰ هزار لیتر آب سبک قرار دارد.
راکتور تحقیقاتی تهران يک راکتور از نوع استخری با کندکننده و خنک کننده آب سبک است، که برای مقاصد تحقیقاتی، آموزش و تولید رادیو ایزوتوپ‌‌ها مورد استفاده قرار می‌گیرد. راکتور تحقیقاتی تهران از سال ۱۳۴۶ و در ابتدا با سوخت‌های صفحه‌ای با غنای بالا (بیش از ۹۰٪) مورد بهره‌برداری قرار گرفت. در راستای برنامه RERTR  آژانس بين‌المللی انرژی اتمی برای كاهش غنای سوخت راكتورهای تحقیقاتی به دلیل نگرانی‌های موجود در مورد توسعه سلاح‌های هسته‌ای، سوخت راكتور تهران در سال ۱۳۷۲ به سوخت‌های صفحه‌ای U3O8-Al با غنای حدود ۲۰٪ تبديل شد.
قلب راکتور تهران حاوی دو نوع مجتمع سوخت صفحه‌ای استاندارد (SFE) و كنترلی (CFE) با غنای حدود ۲۰٪، محفظه‌های تابش‌دهی و گرافیت (به عنوان بازتابنده نوترون) است، که در یک صفحه مشبک ۶×۹ قرار گرفته‌اند. مجتمع‌های سوخت صفحه‌ای استاندارد دارای ۱۹ صفحه سوخت هستند، درحالی‌كه مجتمع‌های سوخت كنترلی تنها دارای ۱۴ صفحه سوخت هستند، تا فضای کافی برای ورود ميله‌های کنترل فراهم شود. کنترل راكتور از طریق وارد يا خارج کردن چهار ميله کنترل اصلی،  و يک میله کنترل تنظیمی كه به ترتیب حاوی آلیاژ Ag–In–Cd و فولاد ضدزنگ هستند انجام می‌شود. بخش ديگری از کنترل نیز توسط ويژگی ذاتی سیستم، و منفی بودن ضرايب دمايی راكتيويته تأمین می‌گردد.
استخر بتونی و مملو از آب راكتور از دو قسمت تشکیل شده است، كه قلب راكتور می‌تواند در هر يك از آن دو قسمت مورد بهره‌برداری قرار گيرد. در دیواره يكی از این دو قسمت، تجهیزات آزمایشگاهی، نظير ۷ عدد بيم‌تيوب با سطح مقطع‌های مختلف، تيوب‌های پنوماتيكی ربيت و نیز ستون حرارتی قرار گرفته‌اند. به علاوه، امکان تابش‌دهی نمونه در محفظه‌های تابش‌دهی درون قلب نیز وجود دارد.
برداشت حرارت از قلب راکتور تهران به وسیله جریان ناشی از گرانش آب استخر با آهنگ اسمی ۵۰۰ مترمكعب بر ساعت از درون قلب، شبکه نگهدارنده قلب و پلنیوم به سمت تانک تأخیری صورت می‌گیرد. سپس آب از درون تانک تأخیری به درون مبدل حرارتی پمپ شده و پس از خنک شدن مجدد، به استخر بازگردانده می‌شود.
راکتور تحقیقاتی تهران گستره‌ای از سرويس‌های آموزشی، تابش‌دهی و تولید راديوايزوتوپ‌ها را برای مراكز درمانی، علمی و صنعتی ارائه می‌دهد. يكي از اهداف اصلی این راكتور ارائه خدمات به دانشمندان، مهندسان و دانشجویان در زمینه علوم هسته‌ای است. از راکتور تحقیقاتی تهران می‌توان برای فعالیت های آزمایشگاهی، شامل مطالعات قلب راكتور و انجام آزمايشات راكتور، مطالعات پراكندگی نوترون، حفاظ‌سازی، .راديوگرافی نوترون و فعالسازی نوترونی بهره برد.

## سوخت
در نوامبر ۱۹۶۷ یک شرکت آمریکایی ۵٫۸۵ کیلوگرم اورانیوم ۹۳ درصد را برای راکتور فراهم آورد. در می۱۹۸۷، ایران برای تغییر هسته راکتور جهت تغییر سوخت آن از اورانیوم ۹۳ درصد به اورانیوم ۲۰ درصد غنی شده ۲۳۵-u قراردادی با آرژانتین امضا کرد. ارزش این قرار۵٫۵ میلیون دلار بود و پس آز آن نیز آرژانتین ۱۱۵٫۸ کیلوگرم اورانیوم ۲۰ درصد برای ایران فراهم کرد.

## بیشتر بخوانید
- پرتال رسمی سازمان انرژی اتمی ایران
- پرتال پژوهشگاه علوم و فنون هسته‌ای
- مرکز تحقیق و توسعه علوم و مهندسی مواد
- وزارت علوم، تحقیقات و فناوری
- مرکز فناوری‌های کوانتومی ایران